# 先天性舌繫帶過短症
先天性舌繫帶過短症（英語：Ankyloglossia），俗稱黐脷筋，屬於一種常見的先天性口腔畸形，表現為舌繫帶與舌腹或口底黏膜的附麗點前移，使得舌前伸、上抬或左右擺動受限，勉強前伸呈 w 形,有機會引致進食困難、影響語言能力。但可透過舌繫帶釋放和做手術改善舌頭的活動能力以及言語能力 ( 術後可能要接受言語訓練，糾正發音問題 )

## 原因
連接舌頭底部與口腔的「舌繫帶」過短及過厚。